# Formaggetta savonese
La formaggetta savonese è un formaggio e prodotto tipico ligure. Rientra nell'elenco dei prodotti agroalimentari tradizionali (PAT) del Ministero delle politiche agricole alimentari e forestali.

## Produzione
Al latte intero caprino, ottenuto da una o più mungiture giornaliere, riposto in contenitori di terracotta, viene aggiunto il caglio liquido. Questo processo si esegue a temperatura tra 16-24° e dura da 8 a 24 ore. Una volta avvenuta la coagulazione, la cagliata viene capovolta lentamente (per evitarne la rottura) e viene posta in scodelle forate denominate cuppe. Dopo la sgocciolatura, si procede alla salatura manuale dei due lati della formaggetta. Dopo un'attesa di 12 ore, la formaggetta si estrae, ed è pronta per il consumo. Il prodotto finito ha una forma cilindrica di 12 cm. di diametro e altezza di 3 cm. La crosta è praticamente assente, o liscia e irregolare, di colore bianco tendente al giallo paglierino. La pasta risulta morbida, compatta, dal sapore leggermente acido. La formaggetta Savonese si può produrre anche con latte vaccino, che viene parzialmente scremato.

## Zone di produzione
Questo formaggio viene prodotto da Imperia a Savona, principalmente nel comune di Stella. Può subire piccole variazioni di preparazione in base alla zona di produzione.

## Abbinamenti
La formaggetta savonese può essere utilizzata appena fatta come ripieno per la focaccia al formaggio, torte salate e degustata con pepe, accompagnata da olive o salumi. Può essere abbinata a vini rosati o rossi giovani, e vini bianchi secchi morbidi.